# One for the Road (Album)
One for the Road ist das zwanzigste Musikalbum der britischen Rockgruppe The Kinks aus dem Jahre 1980 und wurde live eingespielt.
Das Album enthält folgende Titel:
1. Opening – 1:43 Landmark Theatre, Syracuse, New York, 4. März 1980
2. Hard Way – 2:42 The Barn, Rutgers University, New Brunswick, New Jersey, 3. März 1979
3. Catch Me Now I’m Falling – 4:49 Providence Civic Center, Providence, Rhode Island, 23. September 1979
4. Where Have All the Good Times Gone – 2:16 Lowell Memorial Auditorium, Lowell, Massachusetts, 6. März 1979
5. Intro: Lola – 0:54 Providence Civic Center, Providence, Rhode Island, 23. September 1979
6. Lola – 4:47 Providence Civic Center, Providence, Rhode Island, 23. September 1979
7. Pressure – 1:31 Providence Civic Center, Providence, Rhode Island, 23. September 1979
8. All Day and All of the Night – 3:45 The Barn, Rutgers University, New Brunswick, New Jersey, 3. März 1979
9. 20th Century Man – 6:19 The Barn, Rutgers University, New Brunswick, New Jersey, 3. März 1979
10. Misfits – 3:57 Providence Civic Center, Providence, Rhode Island, 23. September 1979
11. Prince of the Punks – 3:52 Landmark Theatre, Syracuse, New York, 4. März 1980
12. Stop Your Sobbing – 2:38 Landmark Theatre, Syracuse, New York, 4. März 1980
13. Low Budget – 5:57 Providence Civic Center, Providence, Rhode Island, 23. September 1979
14. Attitude – 3:52 Volkshaus, Zürich, Schweiz, 11. November 1979
15. (Wish I Could Fly Like) Superman – 6:29 Volkshaus, Zürich, Schweiz, 11. November 1979
16. National Health – 4:08 Landmark Theatre, Syracuse, New York, 4. März 1980
17. Till the End of the Day – 2:42 Landmark Theatre, Syracuse, New York, 4. März 1980
18. Celluloid Heroes – 7:22 Volkshaus, Zürich, Schweiz, 11. November 1979
19. You Really Got Me – 3:35 Lowell Memorial Auditorium, Lowell, Massachusetts, 6. März 1979
20. Victoria – 2:34 Volkshaus, Zürich, Schweiz, 11. November 1979
21. David Watts – 2:05 Landmark Theatre, Syracuse, New York, 4. März 1980

Die gesamte Platte ist von Ray Davies produziert.
Sie beinhaltet eine Zusammenstellung der besten Kinks-Songs aus den 1970er Jahren, insbesondere aus den Vorgängeralben Misfits und vor allem Low Budget. Mit den Songs You Really Got Me, All Day and All of the Night und Lola enthält das Album zudem Rockstücke, die Musikgeschichte geschrieben haben und die bei nahezu jedem Kinks-Konzert zu hören waren. Sämtliche Lieder sind auch von Ray Davies komponiert worden.
Als Single wurde Lola und You Really Got Me ausgekoppelt.
Eingespielt wurde das Album bei mehreren Konzerten in den USA und dem Konzert am 11. November 1979 im Volkshaus in Zürich. Dort hatten die Kinks nach Abschluss ihrer Konzeptalbenphase weitaus mehr Erfolg, als in ihrer Heimat England, Davies betrieb allerdings auch ein wenig Geschichtsklitterung, denn er ließ den neuen Kinks-Keyboarder Ian Gibbons auf einigen Stücken die Teile nachträglich aufnehmen, die der in Ungnade gefallene Gordon Edwards auf der Bühne gespielt hatte.
In seiner Rezension des Albums für Smash Hits aus dem Jahr 1980 sagte David Hepworth, dass das Album ein so überzeugendes Argument für das Verbot von Live-Alben sei, wie man es nur finden kann. In ihrer kurzen Rezension schrieb Allmusic: One for the Road ist ein faszinierendes Dokument bahnbrechender Elder Statesmen, die den Weg für Heavy Metal und Punk ebneten, aber nie das Gefühl hatten, dass ihnen ein glorreicher Popsong entzogen sei.